# Wykres

Wykres kołowy przedstawiający wyniki sondażu wyborczego

Wykres – graficzna forma przedstawienia zjawiska, bądź jego zmienności, procesu, wielkości, zależności lub jakichkolwiek danych. Zwykle przedstawiany w dwóch wymiarach, ale może być wielowymiarowy. 
Często używany w naukach przyrodniczych, statystyce i wizualizacji danych biznesowych (m.in. w rozwiązaniach z zakresu Business Intelligence).

## Rodzaje wykresów
Zależnie od tego jaką figurą geometryczną posłużono się przy konstruowaniu wykresu, może być on: liniowy, punktowy, słupkowy, kołowy, pierścieniowy, płaszczyznowy, kolumnowy itd. Liczba sposobów graficznego przedstawienia jest nieograniczona.
Można też wyróżniać wykresy pod względem tematycznym, na przykład:
- wykres w matematyce
- wykres funkcji – ważny szczególny przypadek wykresu w matematyce
- wykres termodynamiczny – są na nim przedstawiane zależności parametrów termodynamicznych
- wykres genealogiczny
- histogram
- graf
- wykres pudełkowy
- diagram Venna

Poprawna, dobrze oddająca opisywaną rzeczywistość wizualizacja danych uzależniona jest m.in. od odpowiedniego doboru rodzaju wykresu oraz jego charakterystyki (skala, rozciągnięcie osi, wygładzanie, dobór kolorów, jednostek czy perspektywy). Nadużycia i manipulacje w tym obszarze mogą wprowadzać w błąd lub prowadzić do mylnych wniosków.